# عبدالحمید بدیع‌الزمانی کردستانی
عبدالحمید بدیع‌الزمانی کردستانی (۲۱ دی ۱۲۸۳ – ۵ آبان ۱۳۵۶) از استادان نامدار و کم‌نظیر ادبیات عربی، محقق، نویسنده و استاد دانشگاه تهران بود.

## زندگی
استاد عبدالحمید بدیع الزمانی کردستانی روز ۲۱ دی ماه ۱۲۸۳ هجری شمسی برابر با ۵ ذی‌القعده ۱۳۲۲ هجری قمری در شهر سنندج چشم به دنیا گشود. وی تحصیلات ابتدایی را در مکتبخانه گذراند. از استادان قدیم وی به «ملا محمد رشید مریوانی»، «شیخ حبیب‌الله کاشتری» (ادیب، فقیه و محدث نامدار)، «حاج شیخ عبدالحمید مشکانی»، «حیدرقلی سردار کابلی»، «ملا عبدالله مفتی دشتی»، «ملا سعدالدین سعدالشریعه» و «میرزا سیف‌الله مستوفی» می‌توان اشاره کرد. او در این دوران علم اصول و فقه و حدیث و تفسیر آموخت و به خواندن بسیاری از کتب مهم در این زمینه مانند «تهذیب المنطق»، «مختصر المعانی»، «جمع الجوامع»، «شرح نظام»، «تهذیب الکلام»، و کتب تفسیر ازجمله «بیضاوی»، «روح المعانی» و… مبادرت نمود. سپس در منصب دبیر در مدرسه «ممتازیة سنندج» و پس از انتقال به تهران در سال ۱۳۲۱ هـ. ش در دبیرستان‌های «دارالفنون»، «امیرکبیر»، «ادیب» و «گوهرشاد» مشغول به کار شد. برهه‌ای در ارتش خدمت کرد و مدتی نیز به واسطهٔ تسلط بر زبان‌های عربی، انگلیسی و فرانسوی در روزنامه اطلاعات به کار ترجمه پرداخت تا اینکه در سال ۱۳۳۵ شمسی در دوران ریاست دکتر علی‌اکبر سیاسی بر دانشگاه تهران، استاد بدیع الزمانی، به پایمردی سه تن از شاگردانش یعنی احمد مهدوی دامغانی، مهدی محقق و سید جعفر شهیدی و با وساطت بدیع الزمان فروزانفر بدون آزمون ورودی به دانشگاه تهران راه یافت و در دانشکده معقول و منقول، دانشکده الهیات و دانشکده ادبیات و علوم انسانی استاد شد.
بدیع‌الزمانی به دور از غوغاسازی و شهرت‌طلبی، مردی به تمام معنا دانشمند بود. تسلط او بر غرایب و دقایق ادب و لغت عرب، در کنار حافظهٔ قدرتمند او، مایهٔ تحیر و اعجاب اقران و اغیار بود. استاد احمد مهدوی دامغانی در خصوص وی می‌نویسد: «عالم فاضل مظلوم محرومی که فقط معدودی از معاصران به عظمت مقام او واقفند!».
عبدالحمید بدیع الزمانی در سال ۱۳۴۲ هـ. ش به خواست خود بازنشسته شد و در ۵ آبان ۱۳۵۶ هـ. ش چشم از جهان فروبست.
انجمن آثار و مفاخر فرهنگی به پاس سال‌ها خدمات علمی و فرهنگی وی، طی برگزاری مراسم بزرگداشتی در سال ۱۳۸۲ ایشان را به عنوان یکی از مفاخر ایران زمین معرفی کرد و لوح تقدیری به خانواده استاد اهدا نمود.

## آثار
شاید برجسته‌ترین مکتوبات وی، تعلیقاتی است که هنگام مطالعهٔ کتب ممتاز، بر حاشیهٔ صفحات نگاشته‌است و بجاست اگر روزی گردآوری و منتشر گردد. اما از آثار دیگر او می‌توان به کتاب‌های زیر اشاره کرد:
- نورالنّبراس بجمع أسماء الهرماس
- لامیة الکُرد
- مجموعة القصائد
- قیدالأوابد
- بدایع الفواید
- معیار القروض فی علم العروض
- مخزن الأدب فی اشعار العجم و العرب
- منتخب قصاید فارسی
- دیوان غزلیات فارسی
- مثنوی بوسه‌نامه
- الدروس العربّیه
- منتخب نهج البلاغه
- کلمات عالیات
- شرح ضادیّه طرماح بن حکیم الطّائی
- همچنین متن کامل تعدادی از مقالات او را می‌توان در پایگاه «مجلات تخصصی نور» دید.[۳]